# Dragon Age: Inquisition
Dragon Age: Inquisition ist ein Computer-Rollenspiel des kanadischen Entwicklerstudios BioWare für Windows, PlayStation 3, PlayStation 4, Xbox 360 und Xbox One. Es ist der dritte Teil der Dragon-Age-Hauptreihe und Nachfolger zu Dragon Age 2.

## Handlung
Die Ereignisse spielen einige Jahre nach den Begebenheiten von Dragon Age 2 und folgen unmittelbar den Romanhandlungen von Dragon Age: Zerrissen und The Masked Empire. Schauplätze sind die Reiche von Orlais und Ferelden in der Fantasywelt Thedas, die durch schwere politische und militärische Krisen erschüttert werden. Zur selben Zeit verschärfen sich  auch die Auseinandersetzungen zwischen den spirituellen Eliten des Reiches, den Templern und den Magiern. Die Magier haben ihre Zirkel aufgelöst und versuchen sich so einer Kontrolle durch die Templer zu entziehen. Der Templerorden wiederum kündigt wegen der nur zauderhaften Unterstützung der ihm nahestehenden Kirche den gemeinsamen Bündnisvertrag auf, um fortan in Eigenverantwortung den flüchtigen Magiern nachzustellen. Die Auseinandersetzung wird von den beiden Konfliktparteien bis hinein nach Ferelden getragen, wobei weite Landstriche durch schwere Kämpfe verwüstet werden. Das Kaiserreich Orlais, das mächtigste Reich des Kontinents und traditioneller Gegenpol zur Magieraristokratie von Tevinter, kann nicht vermittelnd eingreifen, da sich Kaiserin Celene I der Usurpationsversuche ihres Vetters Großherzog Gaspard de Chalons erwehren muss. Zur Abmilderung der herrschenden chaotischen Zustände bemüht sich einzig die Kirche des Erbauers um Friedensverhandlungen zwischen den Templern und Magiern. Es gelingt dem Oberhaupt der Kirche, der Göttlichen Justinia V, die verfeindeten Parteien zu einem Friedenskonklave zu bewegen. Noch während sich die Gesandten im Frostgipfel-Gebirge zu Verhandlungen treffen, ereignet sich dort eine gewaltige magische Explosion. Sämtliche Unterhändler und Würdenträgerinnen der Kirche kommen dabei ums Leben. Zudem entsteht die sogenannte Bresche, die den schützenden Schleier zwischen Thedas und der Dimension des Nichts, der Welt der Dämonen, lüftet. Durch weitere sich in Folge vielerorts öffnende kleinere Dimensionsrisse strömen Heerscharen todbringender Dämonen nach Thedas. Noch während sich die Fraktionen für die Explosion gegenseitig die Schuld zuweisen, flammen die Kämpfe heftiger wieder auf als jemals zuvor.
Aus den Trümmern der Explosion tritt nun der Spielercharakter hervor. Sein wundersames Überleben ruft jedoch Misstrauen hervor. Es scheint zunächst unklar, ob er an der Herbeiführung der Explosion beteiligt war oder ob er von Andraste, der lang verstorbenen Prophetin des Erbauers, gesandt wurde, um den Bewohnern Thedas' im Kampf gegen die Dämonen beizustehen. Denn der Spielercharakter besitzt seit seinem Auftauchen aus der Bresche ein magisches Leuchtmal, mit dem sich die Dimensionsrisse schließen lassen. Gemeinsam mit Cassandra Penthagast, der rechten Hand der Göttlichen Justinia V, und weiteren Unterstützern beginnt er mit dem Wiederaufbau der Inquisition, einer Vorgängerorganisation des Templerordens, um nationenübergreifend dem Kampf gegen die dämonischen Invasoren zu organisieren. Der Spielercharakter wird in die Position des Inquisitors und damit des Anführers erhoben. Zu Beginn sind die Ressourcen der Inquisition noch begrenzt, sodass der Spieler vor allem Ressourcen und Verbündete finden muss. Dabei muss er sich des Öfteren auch für bestimmte Seiten entscheiden, was Auswirkungen auf die Erzählung hat, etwa ob er die Templer oder die Magier als Verbündete wählt. Der Inquisitor erfährt vom tevinteranischen Geheimbund der Venatori, die unter Führung des sogenannten Ältesten hinter der Dämoneninvasion zu stehen scheinen. Es gelingt ihm, weiterhin Details ihres Kriegsplanes zu enthüllen.
Nach den ersten Erfolgen wird die Inquisition in ihrem provisorischen Lager von der Dämonenarmee überraschend angegriffen. Dabei gibt sich der Älteste als Corypheus zu erkennen. Corypheus zählte zu den tevinteranischen Magistern, die einst versuchten, den Erbauer herauszufordern und dadurch zur dunklen Brut wurden, die Thedas seither bedroht (vgl. Handlung von Dragon Age: Origins). Nach Jahren der Gefangenschaft und anschließender Befreiung durch Hawke, den Champion von Kirkwall (vgl. Handlung des DLC Das Vermächtnis zu Dragon Age 2), ist Corypheus' Ziel auch weiterhin der Aufstieg zu einem Gott. Unter schweren Verlusten zieht sich die Inquisition zurück und findet Zuflucht in der leerstehenden Himmelsfeste. Mit dem Wissen um Corypheus' Pläne kann der Inquisitor dessen Bemühungen, die Länder Thedas' noch stärker ins Chaos zu stürzen, erfolgreich durchkreuzen.

## Charaktere
Das Spiel ist vollvertont, die deutsche Version vollständig lokalisiert. Für den Hauptcharakter des Inquisitors stehen in jeder Sprache zwei Stimmen pro Geschlecht zur Auswahl. Während in der englischen Fassung jeweils eine Stimme Britisch-Englisch und Amerikanisch-Englisch spricht, verkörpern sie im Deutschen wahlweise einen jungen oder einen älteren Helden. Die deutsche Synchronisation entstand von November 2013 bis Juli 2014 beim Berliner Unternehmen Globaloc. Der Umfang betrug rund eine Million Wörter und über 900 Rollen, die mit über 200 Sprechern umgesetzt wurden.
| Charakter             | Rasse                                | Geschlecht | Klasse                             | Englischer Sprecher   | Deutscher Sprecher | Beschreibung                                                                                                   |
| --------------------- | ------------------------------------ | ---------- | ---------------------------------- | --------------------- | ------------------ | --- |
| Inquisitor            | wählbar (Mensch, Elf, Zwerg, Qunari) | männlich   | wählbar (Krieger, Schurke, Magier) | Harry Hadden-Paton    | René Dawn-Claude   | Spielercharakter, britisch-englisch bzw. jüngerer männlicher Held                                              |
| Inquisitor            | wählbar (Mensch, Elf, Zwerg, Qunari) | männlich   | wählbar (Krieger, Schurke, Magier) | Jon Curry             | Torsten Michaelis  | Spielercharakter, amerikanisch-englisch bzw. älterer männlicher Held                                           |
| Inquisitor            | wählbar (Mensch, Elf, Zwerg, Qunari) | weiblich   | wählbar (Krieger, Schurke, Magier) | Alix Wilton Regan     | Manja Doering      | Spielercharakter, britisch-englisch bzw. jüngerer weiblicher Held                                              |
| Inquisitor            | wählbar (Mensch, Elf, Zwerg, Qunari) | weiblich   | wählbar (Krieger, Schurke, Magier) | Sumalee Montano       | Anke Reitzenstein  | Spielercharakter, amerikanisch-englisch bzw. älterer weiblicher Held                                           |
| Blackwall             | Mensch                               | männlich   | Krieger                            | Alastair Parker       | Thomas Nero Wolff  | Begleiter, Grauer Wächter                                                                                      |
| Cassandra Pentaghast  | Mensch                               | weiblich   | Krieger                            | Miranda Raison        | Kerstin Draeger    | Begleiter, rechte Hand der Göttlichen                                                                          |
| Cole                  | Geist (Mensch)                       | männlich   | Schurke                            | James Norton          | Marius Clarén      | Begleiter |
| Dorian                | Mensch                               | männlich   | Magier                             | Ramon Tikaram         | Peter Flechtner    | Begleiter |
| Der Eiserne Bulle     | Qunari                               | männlich   | Krieger                            | Freddie Prinze junior | Ingo Albrecht      | Begleiter |
| Sera                  | Elf                                  | weiblich   | Schurke                            | Robyn Addison         | Giuliana Jakobeit  | Begleiter |
| Solas                 | Elf                                  | männlich   | Magier                             | Gareth David-Lloyd    | Ozan Ünal          | Begleiter |
| Varric Tethras        | Zwerg                                | männlich   | Schurke                            | Brian Bloom           | Tilo Schmitz       | Begleiter |
| Vivienne              | Mensch                               | weiblich   | Magier                             | Indira Varma          | Martina Treger     | Begleiter |
| Josephine Montilyet   | Mensch                               | weiblich   |                                    | Allegra Clark         | Ranja Bonalana     | Botschafterin und Chefdiplomatin der Inquisition                                                               |
| Morrigan              | Mensch                               | weiblich   | Magier                             | Claudia Black         | Tanja Dohse        | Arkane Beraterin der Kaiserin von Orlais                                                                       |
| Leliana               | Mensch                               | weiblich   | Schurke                            | Corinne Kempa         | Magdalena Turba    | Spionagemeisterin der Inquisition                                                                              |
| Cullen                | Mensch                               | männlich   | Krieger                            | Greg Ellis            | Jaron Löwenberg    | Hauptmann der Inquisition                                                                                      |
| Alistair              | Mensch                               | männlich   | Krieger                            | Steve Valentine       | Frank Schröder     | König von Ferelden / Grauer Wächter (Abhängig von Entscheidungen die in Dragon Age: Origins getroffen wurden.) |
| Corypheus/Der Älteste | Mensch/dunkle Brut                   | männlich   | Magier                             | David Sterne          | Erich Räuker       | Antagonist, einer der alten Magistri, die einst in die Goldene Stadt eindrangen und zur Dunklen Brut wurden    |

## Spielprinzip

### Kampagne
Dragon Age: Inquisition ist wie seine Vorgänger ein gruppenbasiertes Rollenspiel. Der Spieler erstellt im Rahmen der Kampagne zunächst eine Spielfigur (engl. character) niedrigster Spielstufe mit auszuwählenden Eigenschaften wie Geschlecht (männlich/weiblich), Rasse (Mensch, Elf, Zwerg, Qunari) und Klasse (Krieger, Schurke, Magier – jeweils drei zusätzliche Spezialisierungen wählbar). Hinzu kommen neun mögliche Begleitfiguren, aus denen sich der Spieler eine ihn unterstützende Gruppe (engl. party) zusammenstellen kann.
Das Spiel wird in Third-Person-Perspektive präsentiert. Die Steuerung der Spielfigur erfolgt wahlweise entweder mit Maus und Tastatur oder einem Spielecontroller, wobei die grafische Benutzeroberfläche des Spiels je nach gewähltem Gerät entsprechend angepasst wird. Die Figur kann im Rahmen der topographischen Möglichkeiten frei bewegt werden, wobei erstmals in der Seriengeschichte zur schnelleren Fortbewegung Reittiere zur Verfügung stehen. Die zu erkundenden, örtlich begrenzten Gebiete unterschiedlicher Schwierigkeitsstufe (engl. level) sind im Vergleich zu den Vorgängertiteln deutlich ausgedehnter.
Die am Anfang der Kampagne freizuspielende zentrale Anlaufstelle des Spiels ist die Festung Himmelsfeste (engl. Skyhold Fortress), das Hauptquartier der Inquisition. Mithilfe des dort befindlichen Kartentisches (eng. war table) gibt der Spieler Anweisungen zur Vorgehensweise ihm unterstellter Einheiten und Unterstützer der Inquisition. Auf diese Weise werden dem Spieler beispielsweise neue Regionen zugänglich gemacht, die er anschließend im Rahmen von weiteren Kampagnenmissionen erkunden oder bereisen kann. Dabei erzielte Erfolge eröffnen wiederum neue Handlungsmöglichkeiten im militärischen oder diplomatischen Bereich für den Kartentisch. Auch nach dem Abschluss der Kampagne kann die Spielwelt weiter erkundet und verbliebene Aufträge erfüllt werden.

### Mehrspieler-Modus
Neben dem Einzelspieler-Modus gibt es erstmals in der Seriengeschichte einen Koop-Modus für bis zu vier Spieler. Er ist eigenständig zur Kampagne. Der Mehrspieler-Modus besteht aus Missionen, die sich in fünf Abschnitte unterteilen. In diesen Abschnitten müssen alle Gegner besiegt werden, wobei der letzte Abschnitt immer einen Bossgegner enthält. Zwischen den Kampfabschnitten liegen Erholungsbereiche, in denen beispielsweise gefallene Mitspieler wiedererweckt werden. Zum erfolgreichen Abschluss der Mission muss mindestens ein Mitspieler die Mission überleben. In den Missionen können Gold und Materialien gefunden werden, mit denen sich in der den Missionen vorgeschalteten Multiplayer-Lobby in Form von Schatzkisten neue Ausrüstungsgegenstände kaufen lassen oder per Handwerkfunktion hergestellt werden können. Neben den im Spiel gefundenen Wertgegenständen und Materialien kann der Spieler auch durch Echtgeldeinsatz in Form von Mikrotransaktionen an neue Gegenstände herankommen. Anders als in der Kampagne erstellt der Spieler keinen eigenen Charakter, sondern greift auf mehrere vorgefertigte Archetypen zurück, von denen zu Beginn drei freigeschaltet sind. Weitere Archetypen können ähnlich wie die Ausrüstungsgegenstände im weiteren Verlauf erworben und freigeschaltet werden. Wie in der Kampagne sammeln die Archetypen während des Einsatzes Erfahrung, wodurch sie im Charakterlevel aufsteigen und verbessert werden können. Die Obergrenze liegt bei Level 20, im Anschluss daran können die Figuren jedoch noch durch das sogenannte Prestige weitere Boni sammeln.

## Entwicklung

### Verlauf
Die Grundlagen zu Dragon Age: Inquisition wurden durch ein internes Projekt mit dem Arbeitstitel Blackfoot gelegt, das noch vor Veröffentlichung von Dragon Age 2 in Entwicklung war. Es basierte bereits auf der Frostbite-Engine und sollte ein reiner Mehrspieler-Titel werden. Offiziell wurden die Arbeiten an einem dritten Teil der Dragon-Age-Reihe erstmals im Mai 2011, zwei Monate nach Veröffentlichung von Dragon Age 2, durch eine Twitter-Nachricht von BioWares Creative Lead Allistair McNally angedeutet. Im März 2012 gab BioWare schließlich bekannt, dass die Entwicklungsarbeiten an Dragon Age 2 beendet und ein ursprünglich geplantes Add-on eingestellt wurden, zugunsten der Weiterentwicklung der Serie. Im September 2012 kündigte der Entwickler das Spiel offiziell mit dem Titel Dragon Age 3: Inquisition an, das in Zusammenarbeit der Studios BioWare Edmonton und Montreal entstehen sollte. Die Nummerierung wurde später fallen gelassen, da es sich aus Entwicklersicht nicht um einen direkten Nachfolger zu Dragon Age 2 handele.
Bei der Entwicklung wurden Kritikpunkte aus vorherigen BioWare-Produktion berücksichtigt. Inquisition sollte wieder Elemente und Funktionen aus dem Erstling Origins aufgreifen, die für dessen Nachfolger Dragon Age 2 stark verändert wurden. Der dritte Teil sollte sich so zwischen beiden Konzepten positionieren. Während in Dragon Age 2 der Versuch unternommen wurde, den Charakteren ein schärferes Profil zu verleihen, indem bspw. die Anpassungsmöglichkeiten für den Spieler bei der Ausrüstung eingeschränkt wurden, wurde dies für Inquisition – mit wenigen Ausnahmen wie dem Charakter Varric und seiner obligatorischen Armbrust Bianca – wieder freigegeben. Auch ein Handwerkssystem zum Erstellen eigener Ausrüstungsgegenstände (sog. Crafting) wurde integriert. Die Spielwelt wurde dazu in Areale aufgeteilt, die weitaus größer und offener als in den beiden Vorgängern gestaltet wurden, um den Spieler zum Erkunden einzuladen. Beeinflusst wurde diese Entscheidung v. a. durch den Erfolg des Rollenspiels The Elder Scrolls V: Skyrim, einem sog. Open-World-Spiel, das sich 20 Millionen Mal verkaufte und damit laut Produzent Darrah den Markt für Rollenspiele einerseits verbreiterte, andererseits auch gewisse Erwartungen der Kunden an andere Spiele dieses Typs definiert habe. Auch dank der leistungsfähiger gewordenen Technik sei es wieder möglich geworden, solch große, offene Spielwelten zu entwerfen. Dies erforderte jedoch auch einige Anpassungen an die bislang praktizierte Erzählstruktur und Organisation der Inhalte, da dem Spieler mit Inquisition deutlich größere Freiheiten bei der Erkundung der Spielwelt zugestanden wurden und den Entwicklern damit weniger Kontrollmöglichkeiten für den Spielablauf zur Verfügung standen. Dazu zählte, dass es für alle zugänglichen Gebiete einen Grund gibt, der den Spielercharakter und die Inquisition in das Gebiet führt. Thematisch sollten auch Nebenquests einen Bezug auf die Haupthandlung haben, hauptsächlich über das thematische Motiv der allmählich erstarkenden und ihren Einfluss ausdehnenden Inquisition. Auch wurde die deutliche Unterscheidung zwischen Haupt- und Nebenquests dadurch abgeschwächt, dass der Schwierigkeitsgrad vom Spieler auch die Erfüllung einiger Nebenquests erfordert, um seinen Charakter durch den Erfahrungspunktezuwachs verbessern zu können und in der Haupthandlung voranzukommen. Dennoch verblieb ein großer Teil dieser Nebenaspekte des Spiels weiterhin optional. Auch die Möglichkeit, die Spielwelt nach Abschluss der Haupthandlung weiterbereisen und Quests lösen zu können, wurde integriert.
Im Vergleich zu den Vorgängern wurden die Qunari als zusätzliche Option bei der Wahl der Spielerrasse hinzugefügt, was von BioWare im August 2013 bekanntgegeben wurde. Die Berücksichtigung dieser Spielerwahl bei den Dialogen und für die Handlung von Inquisition erforderte nach eigenen Angaben zusätzliche Entwicklungszeit, weshalb die Veröffentlichung auf Ende des Jahres 2014 verschoben wurde. Mitte Mai 2014 kündigte BioWare eine Collector’s Edition an. Geliefert in einer Kiste enthält diese neben dem Grundspiel zusätzliche physische und digitale Inhalte. Am 26. Mai 2014 erreichte das Projekt nach Angabe von Produzent Mark Darrah den Alpha-Status, im Juli wurde der ursprünglich für Anfang Oktober geplante Veröffentlichungstermin auf Ende November verschoben. Am 27. August 2014 bestätigte Bioware die Existenz eines separaten Koop-Modus. Am 31. Oktober wurde die Fertigstellung der Entwicklungsarbeiten bekanntgegeben. Anders als die beiden Vorgänger, die von der USK in Deutschland ab 18 Jahren zum Verkauf freigegeben wurden, erhielt Inquisition eine Altersfreigabe ab 16 Jahren. Anpassungen im Vergleich zu internationalen Versionen wurden keine vorgenommen.
Die Musik des Spiels wurde von Trevor Morris komponiert.

### Technik
Dragon Age: Inquisition verwendet die vom ebenfalls zu Electronic Arts gehörenden Studio DICE entwickelte Spielengine Frostbite. Bei Ankündigung des Titels wurde noch die mit Battlefield 3 eingeführte Version 2 verwendet, später dann auf die neuentwickelte Version 3 umgestellt. Der Wechsel war notwendig, da die Umsetzung des gewünschten Konzepts laut eigener Angaben mit der bisherigen Technik nicht möglich war. Dabei musste Bioware die Frostbite-Engine, die ursprünglich zur Verwendung in Ego-Shootern entwickelt wurde, in einigen Punkten an die eigenen Bedürfnisse anpassen und erweitern, beispielsweise für die Pausenfunktion, die taktische Überblickskamera oder die Savegame-Funktion. Inquisition ist das erste Spiel mit der Frostbite-3-Engine, das Physically Based Rendering unterstützt. Dabei handelt es sich um eine Beleuchtungstechnik, für die Material- und Lichtinformationen voneinander entkoppelt werden und die Lichteinwirkung auf unterschiedliche Materialien wie Metall oder Haut mit Hilfe physikalischer Gesetze individuell berechnet wird. Das auf die Oberfläche eintreffende Licht wird dadurch entweder reflektiert, gestreut, absorbiert oder es tritt ein und wird erst dort gebrochen. Mit dieser Funktion schloss die Engine u. a. zu den Konkurrenzprodukten CryEngine, Unreal Engine 4, Fox-Engine und Unity-Engine 5 auf. Weiterhin verwendete BioWare für die Beleuchtung Horizon Based Ambient Occlusion (HBAO, Umgebungslichtverdeckung), Volumenstreuung (Subsurface Scattering) und Volumetric Lighting. Beim Rendering nutzt das Spiel Parallax Occlusion Mapping, Tessellation mit geringen Unterteilungsfaktoren, Soft Cascading Shadows und Image-based Lighting. Auf dem PC unterstützt Inquisition die Grafikschnittstelle AMD Mantle und Auflösungen bis zu 4k.

### Downloaderweiterung
Im Gespräch mit dem offiziellen britischen Xbox Magazin schloss Creative Director Mike Laidlaw im April 2014 die Veröffentlichung von neuen Begleitern als Downloaderweiterung (DLC) aus. Grund sei, dass solche Begleiter so tief in der Spielmechanik verankert seien, sodass sie von Anfang an integriert und damit zumindest in den Grundzügen bereits in der ausgelieferten Version enthalten sein müssten. Ein solches Vorgehen würde jedoch die Kritik nach sich ziehen, dass dem Käufer bestimmte Inhalte bewusst vorenthalten und nur gegen zusätzliche Zahlungen zur Verfügung gestellt werden. Entsprechende Kundenreaktionen provozierte etwa der DLC Aus der Asche für Mass Effect 3, mit dem auch ein neuer Begleiter ins Spiel integriert wurde. Ähnliche DLCs gab es auch für Origins und Dragon Age 2. Aufgrund der zu erwartenden Kontroversen werde man diesmal keine Downloadcharaktere anbieten. Auch Planungen von weiteren Einzelspieler-Inhalten noch vor Veröffentlichung erteilte Laidlaw Anfang November 2014 gegenüber VG24/7 eine Absage. Das Team sei immer noch dabei, die Entwicklung abzuschließen. Plänen für zusätzliche Einzelspielerinhalte wolle sich das Team nach dreieinhalb Jahren Entwicklungszeit erst nach einer gewissen Erholungspause zuwenden. Wichtig sei auch, dass gegenüber dem Kunden nicht der Eindruck entstehe, das Dinge bewusst aus dem ursprünglichen Spiel entfernt worden seien, um sie anschließen gegen Sonderzahlungen wieder zugänglich zu machen. Für den Mehrspieler-Modus solle es dagegen nach Veröffentlichung in regelmäßigen Abständen neue, kostenlose Erweiterungen geben.
Am 23. März 2015 kündigte Bioware überraschend an, am Folgetag die erste Downloaderweiterung Hakkons Fänge (engl.: Jaws of Hakkon) zu veröffentlichen. Sie erweitert das Spiel um eine zusätzliche Region in den südlichen Bergen von Thedas, der Heimat der Avvar. Dort ergründet der Spieler das Schicksal des letzten Inquisitors, der dort einen Drachen jagte. Die Erweiterung erschien wegen eines zeitlich begrenzten Exklusivvertrags mit Microsoft zunächst nur für Windows und Xbox One.

### Dragon Age Keep
Um die Entscheidungen aus dem Vorgänger für alle Plattformen in den dritten Teil übernehmen zu können, entwickelte BioWare die Online-Anwendung Dragon Age Keep (vom engl. Substantiv für Festung, aber auch als Verb bewahren). In ihr lassen sich sowohl für Dragon Age: Origins als auch für Dragon Age 2 sämtliche Wahlmöglichkeiten nochmals einstellen und ggf. verändern. Die Haupthandlung kann dabei als interaktive Bildergeschichte, erzählt von Varric Tethras, nochmals nacherlebt werden. Die Anwendung ist verknüpft mit EAs Online-Vertriebsplattform Origin und ging Ende Oktober in den offenen Betatest, ab dem 13. November auch in deutscher Sprache. Die Keep war bereits seit 2011 in der Entwicklung, ursprünglich unter dem Titel World Vault und für Dragon Age 2 konzipiert. Durch Weiterentwicklung entstand daraus die Keep, die auch für künftige Spiele eingesetzt werden soll.

### Dragon Age: The Last Court
Anfang November kündigte BioWare für die Wartezeit bis zur Veröffentlichung von Inquisition das von Failbetter Games entwickelte Browserspiel Dragon Age: The Last Court an, das in die Dragon Age Keep integriert wurde. In einer Mischung aus Textadventure mit Rollenspielelementen übernimmt der Spieler die Rolle des Herrschers von Serault, einer Grafschaft im Kaiserreich Orlais. Dabei muss der Spieler seinen Hof organisieren und Geheimnisse aufdecken, daneben gibt es Begegnungen mit bekannten Charakteren aus der Hauptreihe. Das Spiel ist nicht mit dem Hauptspiel verknüpft und überträgt auch keine Entscheidungen in Keep. Obwohl grundsätzlich kostenlos, kann der Spielverlauf gegen Bezahlung beschleunigt werden. Es wurde am 8. November freigegeben.

## Rezeption

### Kritiken
Adam Smith von Rock, Paper, Shotgun bezeichnete Dragon Age: Inquisition als voraussichtlichen Anwärter für sein persönliches Spielehighlight des Jahres. Insbesondere die „ausladende, gut gemachte Handlung, mit einem intelligenten Ansatz zur Gestaltung der Welt sowie der Einbezug der Spielerentscheidungen bei der Zerstörung und dem Wiederaufbau der Spielwelt“ würden zu dieser Meinung beitragen. Spielerisch verglich er den Titel unter anderem mit Mittelerde: Mordors Schatten, das mit dem Nemesis-System zusätzlich eine innovative Funktion in das Spielprinzip von Open-World-Spielen gebracht habe. Inquisition auf der anderen Seite habe zwar keine einzige innovative Idee, sämtliche Funktionen und Inhalte würde jedoch auf der höchsten Qualitätsstufe abgeliefert. Auch würden die Entscheidungen des Spielers stilsicherer und mit mehr Tiefe behandelt als etwa in den Adventure-Spielen des Entwicklers Telltale Games (u. a. The Walking Dead).
Jörg Luibl von 4Players bezeichnete Dragon Age: Inquisition im Gegensatz dazu mehr einen Spielplatz als eine Spielwelt. Das Erlebnis sei hinsichtlich Story, Figurenverhalten, Quests, Erkundungsreize und Minispiele ernüchternd. Benjamin Danneberg, Co-Autor des GameStar-Testberichts, beschrieb Inquisition in einer Kolumne als Abkehr von alten, lieb gewonnenen Bioware-Tugenden, hin zu neuen Schwerpunkten. Das Studio habe im Laufe der Jahre eine erkennbare Wandlung durchgemacht und je nach Erwartungshaltung bestimme das die Beurteilung des Spiels. Durch die Zugehörigkeit zum EA-Konzern, dessen Tätigkeitsfeld im Bereich Blockbusterproduktionen mit breiter Kundenbasis liege, und durch das Ausscheiden von langjährigen, leitenden Entwicklern wie Brent Knowles, Lead Designer von Dragon Age: Origins, hätten sich die Schwerpunkte im Vergleich zu bspw. Baldur’s Gate verlagert. Statt den Fokus weiterhin auf „konsequente und widerspruchsfreie Geschichten“ mit eindrücklichen Charakteren zu legen, stünde mittlerweile hauptsächlich die Inszenierung im Vordergrund. Nicht zuletzt Erfolgstitel wie The Elder Scrolls V: Skyrim und Assassin’s Creed mit ihren Verkaufszahlen im zweistelligen Millionenbereich hätten den Maßstab vorgeben, an denen sich BioWare als Tochter des EA-Konzerns zu orientieren habe. Dies sei mit „Popcornkino“ einfacher zu erreichen als mit einem „aufwühlenden Drama“. Auf der Strecke geblieben seien daher alte Stärken wie das Design von taktisch anspruchsvollen Kämpfen oder die Tiefgründigkeit der Charaktere, die neuerdings zwar nicht schlecht, aber oberflächlicher und austauschbar geworden seien. Auch hielte die Erzählung keine ernsthafte Konsequenzen bereit. Wegen der genannten Gründe sei es unwahrscheinlich, dass BioWare wieder zu seinen mit Baldur’s Gate gelegten Wurzeln zurückkehren werde. Unabhängig von dieser Erwartungshaltung habe BioWare jedoch ein großartiges Spiel abgeliefert, mit einer herausragenden Inszenierung und Spielwelt, bei gleichzeitig wenigen Schwächen.
Sowohl die Technikredaktion der GameStar als auch die PC Games Hardware lobten die technische Leistung des Spiels auf dem PC. Die Frostbite-Engine zähle den leistungsstärksten Spiele-Engines und liefere beeindruckende Grafik bei vergleichsweise moderaten Systemanforderungen. Jedoch seien die Hardwareanforderungen gerade auf den höchsten Qualitätsstufen überdurchschnittlich hoch. Die GameStar hob positiv die sehr guten Skalierungsmöglichkeiten und zahlreichen Grafikoptionen hervor, mit denen die Grafikleistung für schwächere Systeme optimiert werden könne. Die PC Games Hardware verwies auf die Leistungssteigerung durch die Grafikschnittstelle Mantle und das Potential, das durch die Optimierung der Grafikkartentreiber der jeweiligen Hersteller noch zu erwarten sei.
Beim Vergleich der verschiedenen Konsolenversionen bezeichnete die deutsche GamePro die Fassungen für Xbox One und PlayStation 4 auf annähernd gleicher Höhe, mit leichten Qualitätsvorteilen bei der PlayStation 4. Deren Darstellung sei schärfer und farbintensiver als auf der Microsoft-Konsole, allerdings habe dies keinen negativen Einfluss auf den Spieler und falle nur bei direktem Vergleich der beiden Version auf. Als ein möglicher Grund wurde die höhere Auflösung von 1080p auf der PS4 gegenüber der hochskalierten 900p-Auflösung der Xbox One angegeben. Beide Konsolen hätten jedoch auch kleinere Grafikfehler, auf der Xbox One laufe das Spiel generell etwas flüssiger. Letztlich wurde die PS4-Variante einen Punkt besser bewertet. Kritisiert wurden dagegen die Fassungen für die leistungsschwächeren Vorgängerkonsolen Xbox 360 und PlayStation 3, die laut Testbericht selbst für ihre Hardwaregeneration sehr detailarm ausgefallen seien. Trotz hoher Fernsicht sähe die Spielwelt nicht gut aus. Beide Fassungen wurden daher einen Punkt schlechter bewertet als die der Xbox One.

### Auszeichnungen
- Game Critics Awards 2014[53]
  - Bestes Rollenspiel
- The Game Awards 2014[54]
  - Spiel des Jahres
  - Bestes Rollenspiel
- DICE Awards 2015[55]
  - Spiel des Jahres
  - Rollenspiel/MMORPG des Jahres
- SXSW Gaming Awards[56]
  - Spiel des Jahres

### Darstellung von Homosexualität und Verkaufsstopp in Indien
Anders als die bisexuell dargestellten Josephine und Der Eiserne Bulle sind die Charaktere Dorian und Sera rein homosexuell und damit nur für männliche bzw. weibliche Spielercharaktere eine Romanzenoption. In Teilen des Kundenkreises stieß dies auf Kritik, was bei Produzent Cameron Lee bei einem Interview im August 2014 auf wenig Verständnis traf. Biowares Ziel sei es, dem Spieler möglichst keine Vorgaben hinsichtlich des Charakters zu machen, um auf diese Weise vielen, unterschiedlichen Fantasievorstellungen gerecht zu werden. Dafür seien auch gleichgeschlechtliche Romanzen ein wichtiger Bestandteil. Letztlich sei niemand dazu gezwungen, sich darauf einzulassen. Deshalb sei es für ihn nicht nachvollziehbar, warum die Wahl einer Sexualität ein Problem darstellen solle. Bereits im Februar 2014 hatte sich der homosexuelle Hauptautor des Spiels, David Gaider, über die Schwierigkeiten bei der Darstellung von Homosexualität in Spielen geäußert. So sei es für ihn als Spieleentwickler wegen der Sensibilität des Themas sehr schwierig zu entscheiden, wann die Einfügung solcher Inhalte korrekt und wichtig sei, sodass nicht der Eindruck entstehe, dass es sich um eine persönliche Mission handele. Doch gebe es immer eine Gruppe, die bereits die Andeutung von Homosexualität als persönlichen Affront aufnehmen würde. Für viele Homosexuelle sei dieses äußerst kleine Spieldetail jedoch eines der wenigen Zeichen öffentlicher Anerkennung. Daher sei es wichtig, diese Diskussion am Laufen zu halten, um letztlich zu mehr Toleranz zu gelangen, die solche Kontroversen zukünftig überflüssig mache.
In Indien nahm Electronic Arts das Spiel noch vor Veröffentlichung aus dem Angebot. Ursprüngliche Presseberichte verwiesen auf einen Zusammenhang mit der Darstellung von Homosexualität als einem möglichen Verstoß gegen indische Gesetzgebung. Electronic Arts wies dies zurück. Viel eher gehe es allgemein um einen möglichen Konflikt mit dem Indian Penal Code, einem grundlegenden Gesetzeswerk aus dem Jahr 1860, in dem unter anderem Obszönität unter Strafe gestellt wird. Der für Kotaku schreibende Spielejournalist Nathan Grayson bezeichnete die darin enthaltene Definition von Obszonität als schwammig, Dragon Age: Inquisition auf der anderen Seite enthalte gemäß Einschätzung für die amerikanischen Altersfreigabe des Entertainment Software Rating Boards viele sexuelle Darstellungen, die möglicherweise als anstößig empfunden werden könnten. Das Risiko einer juristischen Auseinandersetzung sei Electronic Arts anscheinend zu groß gewesen, weshalb der Verkauf gestoppt wurde. Noch ausgehend von der These, dass der Verkaufsstopp mit den homosexuellen Inhalten begründet worden sei, kam es auch zu kritischen Kommentaren, dass Electronic Arts mit dem öffentlichkeitswirksamen Verkaufsstopp nur gezielt Schlagzeilen zu Werbezwecken habe provozieren wollen. Unter anderem wurde dem Unternehmen vorgehalten, seine Akzeptanz und Berücksichtigung von Homosexualität in seinen Spielen offensiv als Verkaufsargument zu nutzen.